# Adinandra epunctata
Adinandra epunctata är en tvåhjärtbladig växtart som beskrevs av Elmer Drew Merrill och Chun. Adinandra epunctata ingår i släktet Adinandra och familjen Pentaphylacaceae. Inga underarter finns listade i Catalogue of Life.